# Потенциален поток
Потенциално течение в механика на флуидите се нарича безвихрово течение на идеален (безвискозен) баротропен флуид
{\displaystyle \nabla \times \mathbf {v} =0}
Завихреността в полето на течението е равна на нула и следователно векторът на скоростта v има потенциал φ
{\displaystyle \mathbf {v} =\nabla \phi \ }
В общия случай на потенциално течение флуидът може да бъде свиваем, а течението нестационарно. За да се опрости задачата за намирането на полето на течението в редица случаи може да се приеме, че флуидът е несвиваем, а течението установено и соленоидално, т.е в него няма източници. В този случай дивергенцията на вектора на скоростта е равна на нула
{\displaystyle \nabla \cdot \mathbf {v} =0.}
Ако заместим в горното уравнение скоростта с нейния потенциал, ще получим известното Уравнение на Лаплас
{\displaystyle \nabla \cdot \nabla \phi =\nabla ^{2}\phi =\Delta \phi =0}.
Следователно, при така направените опростявания, граничната задачата за намиране на скоростното поле около обтеченото тяло може да се сведе до решаване на уравнението на Лаплас с гранични условия тип Нойман. В случая, нормалната производна на потенциала по контура е нула (т.е нормалната скорост е нулева, условие за непроницаемост)
{\displaystyle {\frac {\partial \phi }{\partial n}}=0}
В безкрайност се задава, че стойността на градиента на потенциала е равен на несмутената от тялото скорост
{\displaystyle \nabla \phi =\mathbf {v} }∞.
Намирането на решението за потенциално течение на несвиваем флуид около тяло се използва в редица практически случаи в областите на аеродинамиката и на турбомашините.
В случай на плоско течение за решение на уравнението на Лаплас се използва апаратът на комплексните аналитични функции. Въвеждат се понятията комплексен потенциал и комплексно-спрегната скорост. Широко се прилага методът на конформното преобразование. Така например, с помощта на специална изобразителна функция (функция на Жуковски) от кръгов цилиндър се получава формата на известната фамилия т.нар. профили на Жуковски. Скоростта по тези профили се установява от връзките между комплексно-спрегнатите скорости по контурите и производната на изобразителна функция.
Друг метод за решаване на уравнението на Лаплас е методът на особеностите. Тук също се използва свойството на потенциала за сумируемост. Така редица сложни течения могат да бъдат представяни като сума от елементарни (източници, вихри и диполи), които също удоволетворяват уравнението на Лаплас. Интензитетът на елементарните течения се подбира така, че да бъдат удоволетворени граничните условия на задачата. Най-просто е праволинейното течение, което се представя като сума на източници поставени в минус безкрайност и падини в плюс безкрайност. Течението около кръгов цилиндър може да се представи като сума на равномерно течение и дипол. Ако в центъра на дипола поставим и вихър, може да моделираме ефекта на Магнус. Важен за аеродинамиката случай е течението около крилен профил. То се моделира, като се замени контурът на профила с покритие от вихри и се постави в праволинейно течение. Интезитетът на вихрите по профила се подбира така, че нормалната компонента на сумарната скорост от всички вихри плюс праволинейното течение течение да бъде равна на нула. Практическата полза в случая е, че от интензитета на вихровото покритие може да намерим разпределението на скоростта, а от там налягането по контура на профила и подемната сила.
Методът на особеностите започва да се развива от началото на XX век. Тогава Теодор фон Карман моделира тримерното поле на скоростта около дирижабъл с помощта на проста система източници и падини разположени по отсечка и поставени в равномерно течение. По-късно Людвиг Прандтл създава модела на течение около крило с крайна разпереност, а Николай Жуковски вихровия модел на витлото. Апогея на употребата на тези методи е краят на 70-те години на миналия век, когато с метода на особеностите вече се моделират нестационарни течения около летателни апарати.
Основно предимство на метода на особеностите за потенциални течения на несвиваем флуид е намаляването на размерността на задачата. Така например при плоско течение, решение се търси само по границата на обтечения контур, а не в цялата област на течението. При тримерни течения, решение се търси само по повърхността на обтечения контур. Методът губи това предимство при течения на свиваеми флуиди. В този случай, решението трябва да се търси в цялата област на течението, т.е. както при методите на крайните разлики, крайните елементи или крайните обеми.
Един от основните недостатъци на потенциалните течения е пренебрегването на вискозитета. Така например, парадоксът на Даламбер гласи, че тяло поставено в потенциално течение не изпитва съпротивление. Ричард Файнман смята, че потенциалният поток няма физически смисъл. Според него единственият флуид, който отговаря на допусканията, е „сухата вода“.
За да се избегне този принципен недостатък на потенциалните течения, Прандтл въвежда модела на граничен слой. Той приема, че извън този слой, намиращ се непосредствено до обтеченото тяло, течението е потециално. Близо до тялото, поради полепваемостта на реалния флуид (при реален флуид скоростта по обтеченото тяло е нула), нормалният градиент на скоростта е значителен, а от там са значителни и тангенциалните напрежения τ. Коефициент за пропорционалност между тези напрежения и градиента на скоростта е динамичния вискозитет на флуида μ
{\displaystyle \tau =\mu {\frac {\partial v}{\partial n}}}.
Вижда се, че в близост до тялото ефектът на вискозитета е преоблаващ и не може да бъде пренебрегнат. Следователно, задачата за течение около тяло трябва да се раздели на две; външна потенциална и вътрешна вискозна. Уравнението на Навие-Стокс за течението в граничния слой, т.е вътрешната област, се опростява и се преобразува в уравнение на граничния слой. Първо се решава потенциалната задача и се пресмятат скоростите по тялото. С така полученото скоростно разпределение се пресмята и уравнението на граничния слой. С помощта на емпирични константи и критерии се определя има ли преход от ламинарно към турбулентно течение и се определя дали има откъсване. Накрая се пресмята и съпротивлението на тялото. Понякога се пристъпва към повторно решаване на потенциалната задача, но за контур коригиран с т.нар. дебелина на изместване.
Моделът на граничен слой дава добри резултати в случай на липса на откъсване на течението от обтеченото тяло и помага да се пресметне съпротивлението на крилни профили и ососиметрични тела. При наличие на силни откъсвания, по-добри резултати от модела за граничен слой на Прандтл дават моделите на Хелмхолц-Кирхоф и фон Карман. Поради сложността си те са намерили приложения само в ограничен брой случаи.
В днешно време решаването на уравнения за потенциални течения са изместени от решаването на уравненията на Навие-Стокс. Все още намират широко приложение в някои специфични области на аеродинамиката, като синтез на крилни профили, пресмятанията на аероеластичност на хеликоптерни витла, както и при синтез и анализ на гребни витла.